# Forgan
Forgan és una població dels Estats Units a l'estat d'Oklahoma. Segons el cens del 2000 tenia 532 habitants.

## Demografia
Segons el cens del 2000, Forgan tenia 532 habitants, 197 habitatges, i 143 famílies. La densitat de població era de 555,2 habitants per km².
Dels 197 habitatges en un 37,1% hi vivien nens de menys de 18 anys, en un 57,9% hi vivien parelles casades, en un 12,2% dones solteres, i en un 27,4% no eren unitats familiars. En el 25,4% dels habitatges hi vivien persones soles el 16,2% de les quals corresponia a persones de 65 anys o més que vivien soles. El nombre mitjà de persones vivint en cada habitatge era de 2,7 i el nombre mitjà de persones que vivien en cada família era de 3,22.
Per edats la població es repartia de la següent manera: un 33,3% tenia menys de 18 anys, un 6,4% entre 18 i 24, un 27,8% entre 25 i 44, un 21,4% de 45 a 60 i un 11,1% 65 anys o més.
L'edat mediana era de 33 anys. Per cada 100 dones de 18 o més anys hi havia 87,8 homes.
La renda mediana per habitatge era de 26.739 $ i la renda mediana per família de 29.167 $. Els homes tenien una renda mediana de 25.000 $ mentre que les dones 18.409 $. La renda per capita de la població era de 13.250 $. Entorn del 17,6% de les famílies i el 17,9% de la població estaven per davall del llindar de pobresa.

## Poblacions més properes
El següent diagrama mostra les poblacions més properes.